# 胡爾愷
胡爾愷（1609年—17世紀），字石江，湖廣長沙府長沙縣籍江西南昌人，明末清初政治人物。

## 生平
胡爾愷十九歲時在天啟七年（1627年）中丁卯科鄉試第八十七名舉人，崇禎十年（1637年）成進士，為母親服喪完畢後獲授太平推官，南京兵部尚書史可法和兵科都給事中左懋第委任他督修太平府城牆，一年完工；期間又探查蕪關的貪官與平定徽州的變亂，十五年（1643年）分考應天鄉試，取錄盧象觀等名士。
弘光年間馬士英、阮大鋮擅權，胡爾愷辭官歸里十多年，到順治十五年（1658年）在洪承疇推薦下在清朝任職吏科給事中，九月升吏科右，十六年閏三月转禮科左，多次上陳國家計策，在北京病逝。他病重時依然上陳四件事為民請命，都獲認可，他說：「四件事完成，我可以瞑目了。」死後沒有足夠資金入殮，同鄉趙洞門為其籌得賻金，帶棺木回鄉。他生平對家人和鄉里孝友和睦，位居要職卻依然布衣蔬食。有《且耕堂集》。

## 家族
曾祖胡廷瑞，祖父胡思经，父胡尚宾。

## 引用
1. 1 2  錢海岳《南明史·卷三十五·列傳第十一》：（弘光）時鳳、廬、安、太、池、寧、徽、滁、和、廣先後府州縣官可紀者：……胡爾愷，字石江，長沙人。崇禎十年進士。太平推官，降清。
2. ↑  《崇祯十年丁丑科进士三代履历》：胡尔恺，曾祖廷瑞，祖思经，父尚宾。石江，易四房，丁巳十月二十五日生，长沙人，丁卯八十七名，会二百十名，三甲五十九名，户部观政，本年丁忧，辛巳二月授太平府推官，壬午應天同考，甲申行取，乙酉降補應天府口口。
3. ↑  《清实录順治朝实录》
4. ↑  同治《長沙縣志·卷二十三·人物一》：胡爾愷，字石江，年十九登天啟丁卯賢書，益發憤下帷，不以一第為榮，崇禎丁丑進士。母憂服闋，授南直太平府推官，城垣卑陋，南大司馬史可法、兵科左懋第委任督修，夙夜不遑，期年告竣，他如訪蕪關之蠧、定徽州之變，其餘事也。壬午分考，盧象觀等咸出其門。宏光時馬阮當國，拂衣而歸十餘年，不以姓名通有司。歲丁酉，經略洪承疇特疏，薦授吏科給事中，旋晉吏部右侍郎，轉禮部左侍郎，屢陳國計民瘼，病卒於京。抱病時猶陳四事為民請命，俱報可，公曰：「四事舉，吾目瞑矣。」卒後貧無以殮，同鄉趙洞門等賻金歸櫬。爾愷生平居家孝友，居鄉雍睦，雖官職顯榮，布衣蔬食淡如也。
5. ↑  民國·徐世昌《晚晴簃诗汇》（卷21）：胡尔恺，字石江，长沙人。明崇祯丁丑进士，官太平推官。入国朝，荐举山林隐逸，授吏科给事中，官至礼部侍郎。有《且耕堂集》。 小孤山 香国浮人境，岿然绝众援。碧环千浪影，青立一峰痕。有径堪僧住，无萝许客扪。相看姑缓棹，望望人云根。